# ElectroUA
ElectroUA (Electro United Association) — заснований в Україні міжнародний холдинг, спеціалізується на розвитку екологічних та інноваційних технологій. За визначенням багатьох ЗМІ, компанія є фінансовою пірамідою. 

## Історія
Компанію заснували на початку 2016 року Анатолій Кравцов та Володимир Тарасов. Найпершим напрямком роботи був продаж електроавтомобілів. Вже наприкінці 2016 року ElectroUA починає встановлювати перші зарядні станції.
У 2019 за підтримки державної корпорації «Укркосмос» розпочато проєкт запуску першого і єдиного у світі українського електросупутника на іонних двигунах.
Починаючи з березня 2020 року компанія не виконує своїх юридичних зобов'язань перед партнерами: не виплачує орендну плату по станціях електрозаправки, не повертає інвесторам тіло інвестицій. Згодом компанія перестала виходити на зв'язок з партнерами. Компанія Electro UA має всі ознаки фінансової піраміди.
В Україні відкрито 5 офіційних представництв в Києві, Одесі, Львові, Дніпрі та Ужгороді. Зарядні станції компанії встановлює також за кордоном: в Ізраїлі, Іспанії, Грузії, ПАР. На території київського автосалону компанії (Повітрофлотський проспект, 66-Л) знаходиться хаб з 27 конекторів загальною потужністю 559 кВт.